# كرايغ سايمور
كرايغ سايمور (بالإنجليزية: Craig Seymour)‏ هو كاتب أمريكي، ولد في 25 نوفمبر 1968 في واشنطن العاصمة في الولايات المتحدة.